# Saint-Léger-Triey
Saint-Léger-Triey – miejscowość i gmina we Francji, w regionie Burgundia-Franche-Comté, w departamencie Côte-d’Or.
Według danych na rok 1990 gminę zamieszkiwało 146 osób, a gęstość zaludnienia wynosiła 14 osób/km² (wśród 2044 gmin Burgundii Saint-Léger-Triey plasuje się na 765. miejscu pod względem liczby ludności, natomiast pod względem powierzchni na miejscu 904.).